# (6560) Pravdo
(6560) Pravdo (1991 NP) – planetoida z pasa głównego asteroid okrążająca Słońce w ciągu 3,62 lat w średniej odległości 2,36 j.a. Odkryta 9 lipca 1991 roku.